# Christian Ehrenfried Weigel
Christian Ehrenfried von Weigel (Stralsund, 24 maggio 1748 – Greifswald, 8 agosto 1831) è stato un naturalista e chimico tedesco.

## Biografia
Studiò presso l'Università di Gottinga e seguì meticolosamente i corsi di Johann Christian Erxleben (1744-1777). Fu premiato nel 1771.
Insegnò dal 1774 chimica, farmacia, botanica, mineralogia presso l'Università di Greifswald.
Sviluppa, oltre ad altri argomenti, un "condensatore di flusso" Gegenstromkühler nel 1771, perfezionato in seguito da Justus von Liebig (1803-1873).
Nel 1792, fu nominato membro straniero dell'Accademia reale svedese delle scienze.
Nel 1806, Weigel è nobilitato, attaccando la particella di von al suo cognome.
Nel 1808, viene nominato medico della residenza del re di Svezia.

## Opere
- Flora Pomerano-Rugica. Gottl. Aug. Lange, Berolini Stralsundia et Lipsiae 1769 doi:10.5962/bhl.title.7041

- Observationes Chemicae et Mineralogicae. Gotinga 1771

- Observationes Botanicae. Gryphia 1772

- ''Der Physischen Chemie Zweiter Teil, Dritte und vierte Abtheilung. Leipzig 1776

- Versuch einer Krystallographie. Greifswald 1777

- Grundriß der reinen und angewandten Chemie. 1er v. Greifswald 1777

- Anfangsgründe der Theorethischen und Praktischen Chemie. 2º v. Leipzig 1780

- Herrn Gustav von Engström's Beschreibung eine mineralogischen Taschenlaboratorium und insbesondere des Nutzens des Blaserohrs in der Mineralogie. 2ª. ed. Greifswald 1782

- Physische Untersuchungen über das Feuer. Leipzig 1782

- Gegengifte des Arseniks, giftigen Sublimats, Spangrüns und Bleies. 2º v. Greifswald 1782

- Entdeckungen über das Licht. Leipzig 1783

- Physische Untersuchungen über die Elektricität. Leipzig 1784 online

- Chemische Vorlesungen. Greifswald 1789 http://books.google.com/books?id=fLo5AAAAcAAJPR1[collegamento interrotto]

- Einleitung zu allgemeinen Scheidekunst. Zweites Stück, Leipzig 1790 online

- Magazin für Freunde der Naturlehre und Naturgeschichte, Scheidekunst, Land- und Stadtwirtschaft, Volks- und Staatsarznei. Vierter Band, Erstes Stück, Greifswald 1796 online